# Joachim Raschke

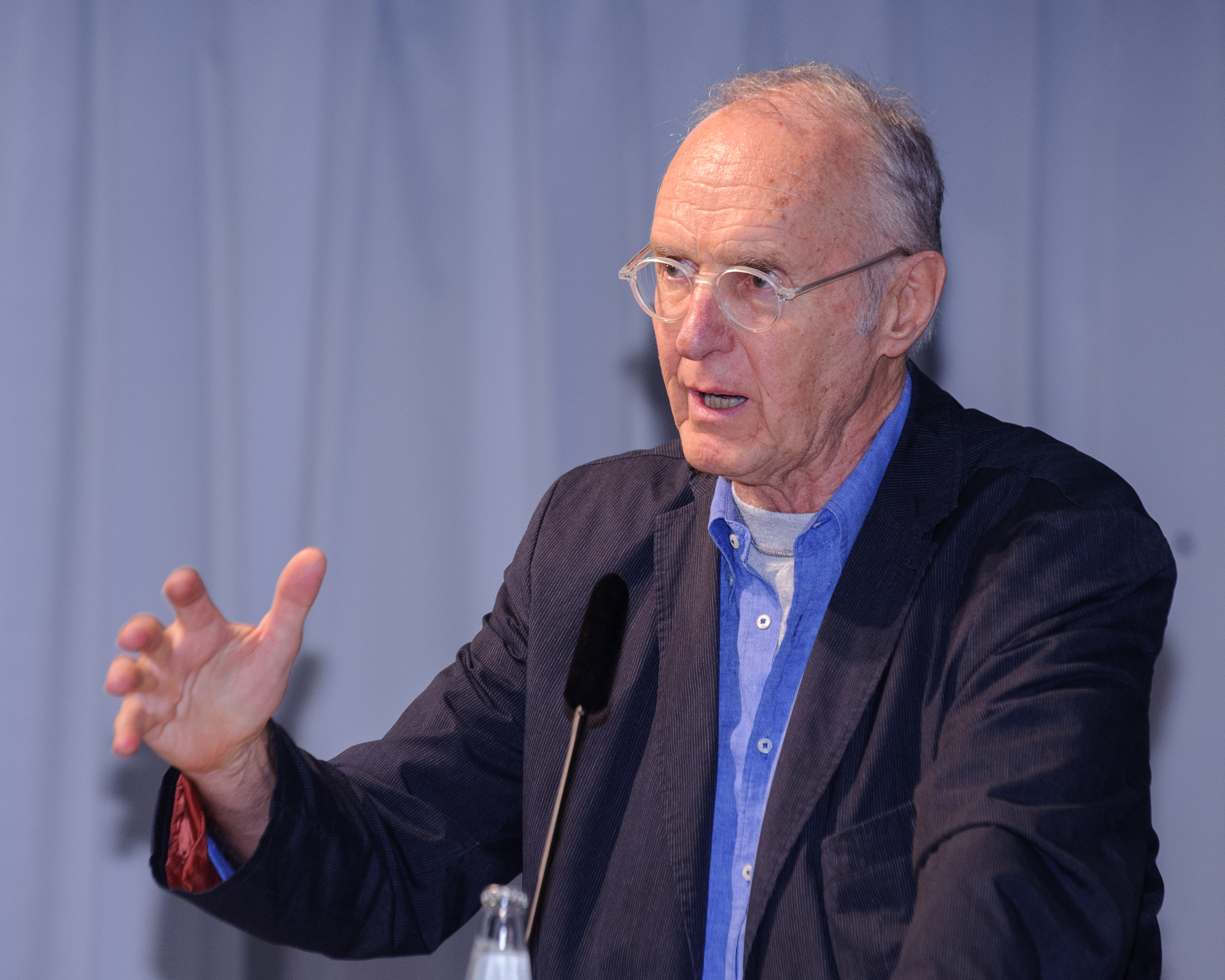
Joachim Raschke (2013)

Joachim Raschke (* 1938 in Rosenheim) ist ein deutscher Politologe, Parteien-, Bewegungs-, Strategie- und Demokratieforscher.

## Werdegang
Raschke erlangte 1957 sein Abitur. Nach dem Abitur begann er mit dem Studium der Germanistik, Philosophie, Psychologie und Rechtswissenschaft an den Universitäten Hamburg, München, Freiburg und Berlin. 1961 kam er zu Politikwissenschaft und 1965 schrieb er seine Diplomarbeit in der Politikwissenschaft. Nach seinem Diplom arbeitete er als Redakteur der Schriftenreihe Aus Politik und Zeitgeschichte. 1972 schrieb er seine Doktorarbeit über „Innerparteiliche Opposition“ an der Freien Universität Berlin. 1973 ging Raschke an die Universität Hamburg, um dort als Assistent bei Hans-Hermann Hartwich tätig zu werden. Im Jahr 1975 wurde eine Stelle als Dozent und Professor im Fachbereich Politikwissenschaft frei, welche er erhielt. Er lehrte bis zum Jahr 2001 als Professor der Politikwissenschaft an der Universität Hamburg. Seit den 1990er Jahren schrieb er Kommentare unter anderem für die Tageszeitung taz, den Spiegel, die Woche und die Süddeutsche Zeitung. Zudem hatte er öffentliche Auftritte im Medienbereich Fernseh- und Hörfunk, wo er analytische Interpretationen äußerte und Kommentare gab. Er ist ein in Zeitungen, Zeitschriften und Fernsehen gefragter Parteien- und Strategieforscher. 2010 war er Mitgründer der Agentur für Politische Strategie (APOS), einer Agentur für Beratung und Training in Fragen politischer Strategie. Zusammen mit Jörg Schönenborn (ehemals Thomas Leif), Ralf Tils, Elmar Wiesendahl veranstaltet er in Berlin regelmäßig den Strategie-Workshop, der Politiker, Journalisten, Demoskopen und Politologen zusammenführt.
Joachim Raschke ist der ältere Bruder des Politologen Peter Raschke.

## Forschungsschwerpunkt
Raschke forschte im Bereich der Regierungslehre/Bundesrepublik Deutschland mit besonderem Schwerpunkt auf dem deutschen Parteiensystem. Sein wissenschaftliches Interesse galt den sozialen Bewegungen und der Entwicklung der Parteien. Unter ihnen widmete er sich vor allem den GRÜNEN von ihren Anfängen als Friedens- und Umweltbewegung bis hin zur Übernahme der Regierungsverantwortung.
Die Grünen entstanden in der alten Bundesrepublik Deutschland Mitte bis Ende der 1970er Jahre als Zusammenschluss von Gruppierungen vor allem aus den neuen sozialen Bewegungen. Sie wurden zunächst als eine Protestpartei angesehen. Mit jüngeren Kollegen verfasste er 1979 die erste politologische Analyse zu den damaligen Protestphänomenen, dem grün-alternativen und dem Steuerprotest. Im Anschluss an den Protestband beschäftigte sich Raschke mit der Untersuchung Was ist soziale Bewegung?, da zu der Zeit diese Begrifflichkeit nicht klar definiert war. In seinem Buch Soziale Bewegungen. Ein historisch-systematischer Grundriss setzte er sich mit der Strukturgeschichte sozialer Bewegungen in Deutschland und der kritischen Rezeption amerikanischer Bewegungsforschung auseinander. Der historische Vergleich warf ein neues Licht auf die jüngeren Sozialbewegungen und ließ deren Grenzen deutlicher hervortreten. Heute gehört „Soziale Bewegung“ zu den systematischen Begriffen in der Politikwissenschaft, welcher in Lexika wiederzufinden ist, und stellt ein eigenes Forschungsfeld dar. Beim Thema „DIE GRÜNEN“ verband Raschke Parteien- und Bewegungsforschung. Im Dezember 1990 scheiterten die westdeutschen Grünen bei der Bundestagswahl an der Fünf-Prozent-Hürde. Von 1998 bis 2005 stellten die GRÜNEN mit der SPD die Bundesregierung. Der Politikwissenschaftler Raschke fand die Beobachtung spannend, wohin sich eine Partei wie die Grünen entwickelt, welche Zukunftschancen diese hat und wie sie sich in Krisen verhält (Die Zukunft der Grünen, 2001).
Nach Parteien und Bewegungen war politische Strategie ein drittes großes Themenfeld Raschkes. Hier entwickelte er zusammen mit Ralf Tils die konzeptionelle Grundlegung einer politologischen Strategieanalyse wie sie bis dahin in der deutschen Politikwissenschaft nicht existierte. In zahlreichen Publikationen wurden Theorie und Praxis politischer Strategie zu einem eingeführten, vielfach aufgegriffenen Thema.
In den vergangenen Jahren hat Raschke zu Entwicklung und Krise der modernen Demokratie gearbeitet. Daraus entstand im Jahr 2020 das Grundlagenwerk Die Erfindung der modernen Demokratie. Innovationen, Irrwege, Konsequenzen. Es stieß in der Demokratieforschung auf starke Resonanz (z. B. Manfred G. Schmidt: „Ich kenne keine Publikation, die auch nur ähnlich systematisch zentrale Innovationen der modernen Demokratie beleuchtet, erklärt und bewertet.“).

## Schriften (Auswahl)

### Bücher
- Innerparteiliche Opposition. Die Linke in der Berliner SPD, Hamburg: Hoffmann und Campe, 1974, ISBN 3-455-09116-4
- Organisierter Konflikt in westeuropäischen Parteien. Eine vergleichende Analyse parteiinterner Oppositionsgruppen, Opladen: Westdeutscher Verlag, 1977, ISBN 3-531-11287-2
- Die politischen Parteien in Westeuropa. Geschichte, Programm, Praxis. Ein Handbuch (als Herausgeber), Reinbek bei Hamburg: Rowohlt, 1978, ISBN 3-499-14269-4
- zusammen mit Thomas Leif: Rudolf Scharping, die SPD und die Macht. Eine Partei wird besichtigt, Reinbek bei Hamburg: Rowohlt, 1994, ISBN 3-499-13519-1
- Soziale Bewegungen. Ein historisch-systematischer Grundriss, 2. Auflage, Frankfurt am Main: Campus-Verlag, 1988, ISBN 3-593-33857-2
- Die Grünen. Wie sie wurden, was sie sind, Köln: Bund-Verlag, 1993, ISBN 3-7663-2474-8 (Herausgeber).
- Krise der Grünen. Bilanz und Neubeginn, 2. Auflage, Marburg: Schüren Presse, 1993, ISBN 3-89472-250-9
- Die Zukunft der Grünen. So kann man nicht regieren, Frankfurt am Main: Campus-Verlag, 2001, ISBN 3-593-36705-X
- zusammen mit Ralf Tils: Strategie in der Politikwissenschaft. Konturen eines neuen Forschungsfelds, Wiesbaden: Verlag für Sozialwissenschaften, 2010, ISBN 978-3-531-17066-4
- zusammen mit Ralf Tils: Politische Strategie. Eine Grundlegung, 2. Auflage, Wiesbaden: Springer VS, 2013, ISBN 978-3-531-19870-5.
- zusammen mit Ralf Tils: Politik braucht Strategie – Taktik hat sie genug. Ein Kursbuch, Frankfurt am Main: Campus-Verlag, 2011, ISBN 978-3-593-39420-6
- Die Erfindung der modernen Demokratie. Innovationen, Irrwege, Konsequenzen, Wiesbaden: Springer VS, 2020, ISBN 978-3-658-28667-5